# عملات الجنيه القبرصي
عملات الجنيه القبرصي جزء من العملة القبرصية السابقة، الجنيه القبرصي. صدرت منذ خضوع قبرص للحكم البريطاني عام 1878، وحتى اعتمادها اليورو عام 2008.

## سلسلة ما قبل العشرية
قُسم 1 جنيه قبل عام 1955، إلى 20 شلنًا (σενινια ، şilin) ، وكان كل شلن مقسمًا إلى 9 قروش (γρόσι / γρόσια ، kuruş).
أصدرت بريطانيا أول عملة معدنية عام 1879، كانت تتألف من قروش برونزية تحمل صورة رأس الملكة فيكتوريا على أحد وجهيها، وكلمة "قبرص" على الوجه الآخر. أثار هذا الأمر جدلاً واسعاً آنذاك، حيث طُرحت تساؤلات في مجلس العموم البريطاني حول قانونية إصدار الحكومة البريطانية للعملات المعدنية في منطقة كانت لا تزال، قانونياً، جزءاً من الإمبراطورية العثمانية.
- عملات الملكة فيكتوريا (1879 – 1901): الملكة فيكتوريا.
- عملات الملك إدوارد السابع (1902 – 08): الملك إدوارد السابع.
- عملات الملك جورج الخامس: الملك جورج الخامس.
- عملات الملك جورج السادس كملك وإمبراطور (1938 – 1947): الملك جورج السادس.
- عملات الملك جورج السادس كملك فقط (1949).

## ميل عشري
في عام 1955، اعتمدت قبرص نظامًا عشريًا بـ 1000 مل (μιλς، مل) للجنيه الإسترليني. استند هذا النظام إلى اقتراح قُدم إلى البرلمان البريطاني عام 1881، لإدخال نظام العملة العشري في المملكة المتحدة. استمر النقاش السياسي حول نظام العملة العشري البريطاني منذ عام 1824، لم ينل اقتراح عام 1881 موافقة البرلمان، لذلك لم يُطبق نظام المل في المملكة المتحدة نفسها. بل استُخدم في مختلف الأراضي الاستعمارية والمحمية البريطانية، بما في ذلك فلسطين منذ عام 1927، وقبرص منذ عام 1955.

### العملات المعدنية في عهد الملكة إليزابيث الثانية (1955–1957)

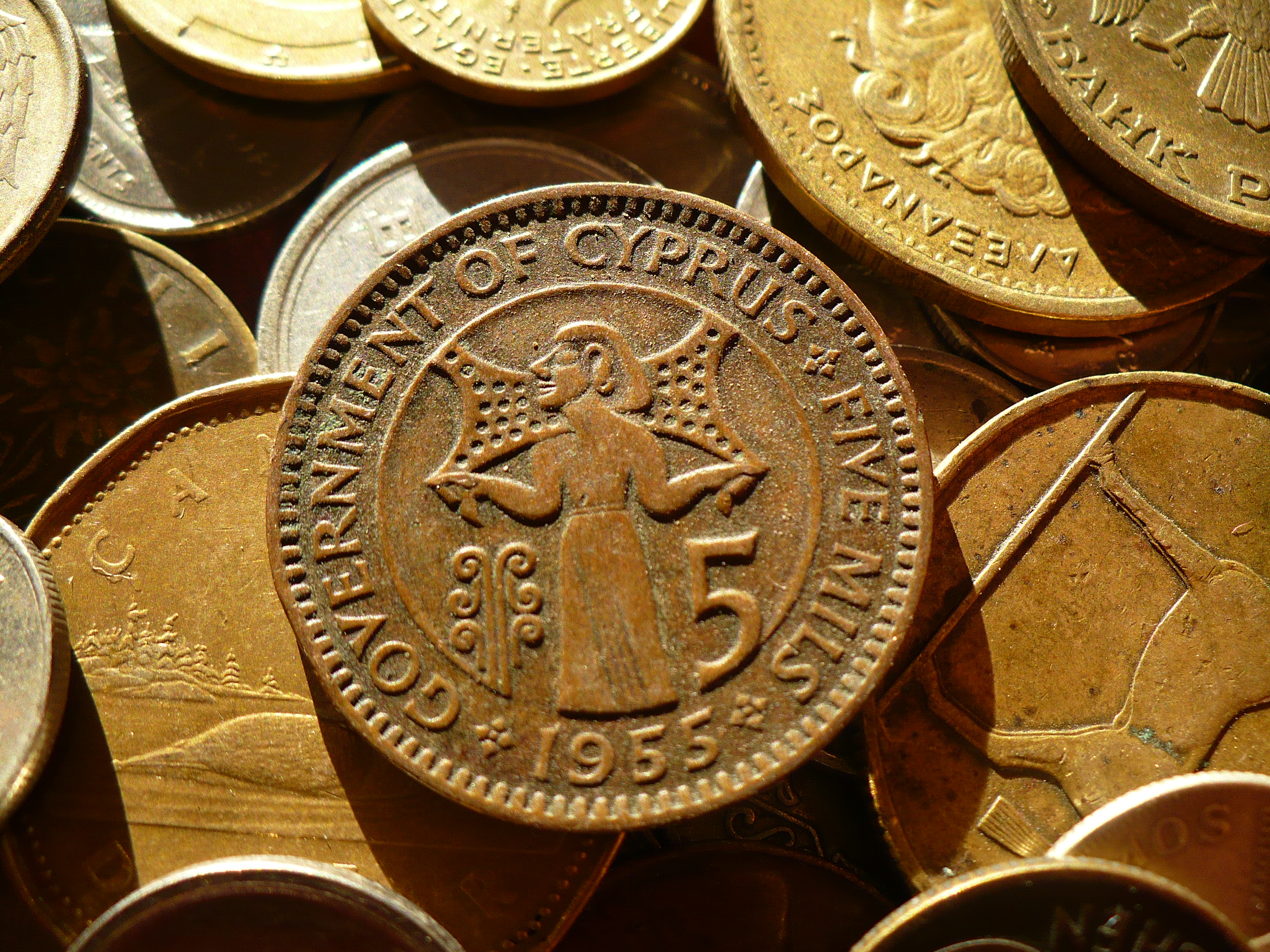
5 مل 1955

في عام 1955، سُحبت عملات الملك جورج السادس من التداول. واستُبدلت بعملات تحمل صورة الملكة إليزابيث الثانية، مقومة بالمل. العملات التي صدرت هي التالية:
3 مل و5 مل (صدرت أيضًا في عام 1956)، و25 مل، 50 مل، و100 مل (صدرت أيضًا في عام 1957).
عُرفت عملة الـ 50 مل باسم "شلن"، لأنها بنفس حجم عملتي الشلن الواحد و9 قروش. أما عملة الـ 100 مل، عُرفت باسم "2 شلن"، لأنها كانت بنفس حجم 2 الشلن والـ 18 قرشًا. أما عملة الـ 5 مل والـ 100 مل الصادرة عام 1956، فهي مطلوبة بشدة من قِبل هواة جمع عملات الكومنولث. أما عملة الـ 100 مل، فهي نادرة جدًا.

### العملات المعدنية في عهد الجمهورية (1963–1982)

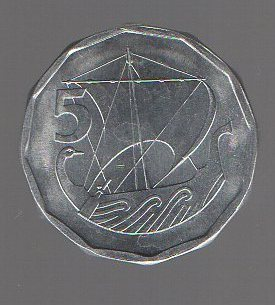
5 مل 1982

في عام 1960، عندما أصبحت قبرص مستقلة بموجب شروط اتفاقية الاستقلال لعام 1959، سُمح للعملات المعدنية للملكة إليزابيث الثانية بالبقاء في التداول.
في عام 1963، بدأت جمهورية قبرص بإصدار أولى عملاتها المعدنية. وضعت هذه العملات في دار سك العملة الملكية بلندن. تألفت العملات المعدنية الصادرة عام 1963 من الفئات التالية: 1 مل، 5 مل، 25 مل، 50 مل، و100 مل.
ابتداءً من عام 1970، بدأ إصدار عملات معدنية من فئة 500 مل. صدرت عملة عام 1970 من فئة 500 مل احتفالًا بذكرى منظمة الأغذية والزراعة (FAO) والذكرى 25 لتأسيس الأمم المتحدة. كما صدرت عملات معدنية أخرى من فئة 500 مل.
صدرت في عام 1976، عملة معدنية بقيمة 1 جنيه لإحياء ذكرى اللاجئين أثناء الغزو التركي عام 1974.
في عام 1977، سُكت عملة ذهبية تذكارية من فئة 50 جنيهًا إسترلينيًا في دار سك العملة الملكية في لانتريسانت. تخليدًا لذكرى رئيس الأساقفة مكاريوس الثالث، الذي ظل رئيسًا لقبرص حتى وفاته.
في عامي 1981 و1982، سُكت عملات معدنية بقيمة 5 ملايين تحمل اسم "قبرص" مكتوبًا بثلاث لغات— " Kypros " باللغة اليونانية، "Cyprus" باللغة الإنجليزية، و"Kıbrıs" باللغة التركية.

### ميداليات وعملات معدنية لرئيس الأساقفة مكاريوس الثالث
صدرت نسختان من هذه العملات. سُك الإصدار الأول عام 1966، والثاني عام 1974. يصوِر وجه هذه العملات المعدنية صورة الرئيس المطران مكاريوس الثالث.
يُصوِر ظهر هذه القطع نسرًا بيزنطيًا ذا رأسين من عهد باليولوجوس. مُدرجة هذه العملات في طبعة عام 2005 من كتالوج كراوز لعملات العالم النادرة.

## سنتات عشرية
عُدل التقسيم إلى 100 سنت (σεντ ، سينت) للجنيه الإسترليني في 3 أكتوبر عام 1983. طُرحت عملات معدنية من فئات ½، 1، 2، 5، 10، و20 سنتًا، كان نصف السنت بنفس حجم وتركيبة عملات الـ 5 ملايين السابقة. سُكت العملات الأخرى من النيكل والنحاس. لم يُسك نصف السنت إلا في عام 1983. طُرحت في عام 1991، عملات نحاسية من النيكل والنحاس الأصفر، ذات سبعة جوانب (رولو هيبتاغون)، بقيمة 50 سنتًا.
| سلسلة المائة العشرية (1983-1991)                  | سلسلة المائة العشرية (1983-1991) | سلسلة المائة العشرية (1983-1991) | سلسلة المائة العشرية (1983-1991) | سلسلة المائة العشرية (1983-1991)              | سلسلة المائة العشرية (1983-1991)                   | سلسلة المائة العشرية (1983-1991) | سلسلة المائة العشرية (1983-1991)                    | سلسلة المائة العشرية (1983-1991)                                                                     | سلسلة المائة العشرية (1983-1991) | سلسلة المائة العشرية (1983-1991) | سلسلة المائة العشرية (1983-1991) | سلسلة المائة العشرية (1983-1991) |
| صورة                                              | القيمة                           | المعلمات التقنية                 | المعلمات التقنية                 | المعلمات التقنية                              | المعلمات التقنية                                   | الوصف                            | الوصف                                               | الوصف                                                                                                | صدرت من عند                      | سحبت                             | انقضاء                           | القبرصي الشروط                   |
| صورة                                              | القيمة                           | القطر (مم)                       | قداس (ز)                         | التكوين                                       | التكوين                                            | الحافة                           | الوجه                                               | عكس                                                                                                  | صدرت من عند                      | سحبت                             | انقضاء                           | القبرصي الشروط                   |
| ------------------------------------------------- | -------------------------------- | -------------------------------- | -------------------------------- | --------------------------------------------- | -------------------------------------------------- | -------------------------------- | --------------------------------------------------- | --- | -------------------------------- | -------------------------------- | -------------------------------- | -------------------------------- |
|                                                   | نصف المائة                       | 20.00 (dodecagonal)              | 1.20                             |                                               | الألومنيوم                                         | سلس                              | شعار النبالة؛ سنة الإصدار; حروف: قبرص • KI * كيبريس | بخور مريم؛ القيمة                                                                                    | 1983                             | 1 تشرين الأول / أكتوبر 1992      | 1 كانون الأول / ديسمبر 2001      | μισούι                           |
|                                                   | 1 سنت                            | 16.50                            | 2.00                             |                                               | النيكل والفضة: متر مكعب: 70% الزنك: 24.5% ني: 5.5% | سلس                              | شعار النبالة؛ سنة الإصدار; حروف: قبرص • KI * كيبريس | فرع الطيور والأشجار ؛ القيمة                                                                         | 1983 1985–1990 1991–2004         | 31 كانون الثاني / يناير 2008     | 31 كانون الأول / ديسمبر 2009     | μονό μονόσεντο                   |
|                                                   | 2 سنت                            | 19.00                            | 2.50                             |                                               | النيكل والفضة: متر مكعب: 70% الزنك: 24.5% ني: 5.5% | سلس                              | شعار النبالة؛ سنة الإصدار; حروف: قبرص • KI * كيبريس | اثنين من الماعز من وعاء (13th century BC)؛ القيمة                                                    | 1983 1985–1990 1991–2004         | 31 كانون الثاني / يناير 2008     | 31 كانون الأول / ديسمبر 2009     | διάρι δίσεντο                    |
|                                                   | 5 سنتات                          | 22.00                            | 3.75                             |                                               | النيكل والفضة: متر مكعب: 70% الزنك: 24.5% ني: 5.5% | سلس                              | شعار النبالة؛ سنة الإصدار; حروف: قبرص • KI * كيبريس | رأس الثور من وعاء فضي (14th century BC)؛ القيمة                                                      | 1983 1985–1990 1991–2004         | 31 كانون الثاني / يناير 2008     | 31 كانون الأول / ديسمبر 2009     | πεντάρι πεντάρικο σελίνι         |
|                                                   | 10 سنتات                         | 24.50                            | 5.50                             |                                               | النيكل والفضة: متر مكعب: 70% الزنك: 24.5% ني: 5.5% | القصب                            | شعار النبالة؛ سنة الإصدار; حروف: قبرص • KI * كيبريس | مزهرية الطين من فيني; القيمة                                                                         | 1983 1985–1990 1991–2004         | 31 كانون الثاني / يناير 2008     | 31 كانون الأول / ديسمبر 2009     | δεκάρικο διπλοσέλινο τσιφτές     |
|                                                   | 20 سنتا                          | 27.25                            | 7.75                             |                                               | النيكل والفضة: متر مكعب: 70% الزنك: 24.5% ني: 5.5% | القصب                            | شعار النبالة؛ سنة الإصدار; حروف: قبرص • KI * كيبريس | قبرص بييه ويتير; غصن الزيتون ؛ القيمة                                                                | 1983 1985–1988                   | 31 كانون الثاني / يناير 2008     | 31 كانون الأول / ديسمبر 2009     | εικοσάρικο τετρασέλινο           |
|                                                   | 20 سنتا                          | 27.25                            | 7.75                             | زينو من سيتيوم؛ القيمة; حروف: ΖΗΝΩΝ Ο ΚΙΤΙΕΥΣ | النيكل والفضة: متر مكعب: 70% الزنك: 24.5% ني: 5.5% | القصب                            | شعار النبالة؛ سنة الإصدار; حروف: قبرص • KI * كيبريس | 1989–1990 1991–2004                                                                                  |                                  | 31 كانون الثاني / يناير 2008     | 31 كانون الأول / ديسمبر 2009     | εικοσάρικο τετρασέλινο           |
|                                                   | 50 سنتا                          | 26.00 (heptagonal)               | 7.00                             |                                               | كوبرونيكل: متر مكعب: 75% ني: 25%                   | سلس                              | شعار النبالة؛ سنة الإصدار; حروف: قبرص • KI * كيبريس | اختطاف يوروبا بواسطة زيوس; (ماريون عملة (14th century BC)) حروف: الملك تيموشاريس (Cypriot syllabary) | 1991–2004                        | 31 كانون الثاني / يناير 2008     | 31 كانون الأول / ديسمبر 2009     | πενηντάρικο δεκασέλινο           |
| For table standards, see the جدول مواصفات العملة. |                                  |                                  |                                  |                                               |                                                    |                                  |                                                     | |                                  |                                  |                                  |                                  |

العملة المعدنية الأخيرة من فئة 20 سنتًا لها وجه مختلف عن الوجه الموضح أعلاه. وتحديدًا، تُظهر رأس الفيلسوف القبرصي زينو الكيتومي.
عند إصدارها جديدة، العملات الخمس الأولى (1، 2، 5، 10، و20 سنتًا) مُتطابقة تمامًا في اللون الذهبي اللامع، ولا تختلف كما هو موضح في الجدول أعلاه. عملة 50 سنتًا لها شكل سباعي دائري ولونها فضي لامع.